# Handball-Gauliga Westfalen
Die Handball-Gauliga Westfalen war eine der Gauligen, den obersten Feldhandballligen in Deutschland nach der nationalsozialistischen Machtergreifung. Das Gebiet der Gauliga umfasste die preußische Provinz Westfalen sowie das Land Lippe. Die Staffelsieger wurden symbolisch mit dem blauen Band eines Gaumeisters geehrt und qualifizierten sich für die Endrunde um die deutsche Meisterschaft. Die sechzehn Gauligen wurden analog zum Fußball eingerichtet. So hatten ab der Spielzeit 1933/34 die beiden größten Ballsportarten in Deutschland eine identische Struktur.

## Gaumeister 1934–1944
| Saison  | Gaumeister Westfalen      | Abschneiden Deutsche Meisterschaft | Deutscher Meister         |
| ------- | ------------------------- | ---------------------------------- | ------------------------- |
| 1933/34 | MSV Hindenburg Minden     | Achtelfinale                       | Polizei SV Darmstadt      |
| 1934/35 | MSV Hindenburg Minden     | Finale                             | Polizei SV Magdeburg      |
| 1935/36 | MSV Hindenburg Minden     | Meister                            | MSV Hindenburg Minden     |
| 1936/37 | MSV Hindenburg Minden     | Gruppenphase                       | MTSA Leipzig              |
| 1937/38 | MSV Hindenburg Minden     | Halbfinale                         | MTSA Leipzig              |
| 1938/39 | MSV Hindenburg Minden     | Halbfinale                         | MTSA Leipzig              |
| 1939/40 | PSV Recklinghausen        | Achtelfinale                       | Lintforter SpV            |
| 1940/41 | MSV Hindenburg Minden     | Finale                             | SV Polizei Hamburg        |
| 1941/42 | MSV Hindenburg Minden     | Viertelfinale                      | Polizei SV Magdeburg      |
| 1942/43 | PSV Recklinghausen        | Viertelfinale                      | SV Polizei Hamburg        |
| 1943/44 | PSV Recklinghausen        | Achtelfinale                       | Polizei SV Berlin         |
| 1944/45 | kriegsbedingt abgebrochen | kriegsbedingt abgebrochen          | kriegsbedingt abgebrochen |

## Tabellen
Von den insgesamt ausgetragenen 881 Partien der Handball-Gauliga Westfalen liegen 12 Ergebnisse nicht vor, daher sind nicht alle Tabellen vollständig. Spiele, die nicht mehr relevant für Meisterschaft und/oder Abstieg waren, wurden entweder nicht mehr ausgetragen oder (speziell in der Zeit des Krieges) erschienen in keiner Zeitung mehr. (M) kennzeichnet den Titelverteidiger, (N) einen Aufsteiger.
Vereinspräfixe:
KSG - Kriegsspielgemeinschaft, BSG - Betriebssportgemeinschaft, MSV - Militärsportverein, LSV - Luftwaffensportverein, WSG - Wehrmachtssportgemeinschaft

### 1933/34
Im September 1933 vereinbaren der Deutsche Sport-Bund (DSB) und die Deutsche Turnerschaft (DT) als gleichberechtigte Verbände zukünftig gemeinsame Meisterschaften auszutragen. Am 15. September 1933 beschließen in Hagen der DSB und die DT die Bildung der Gauliga in zwei Staffeln als höchsten gemeinsamen Klasse. Die Vereine TV Jahn Minden, TV Deutsche Eiche Künsebeck, Polizei Münster, VfL Hagen, TC Wanne-Eickel, DJK Welper, TV Weidenau und TuS Hagen-Eilpe entstammen der DT, alle anderen Teams dem DSB. Die Auftaktspiele finden am 1. Oktober 1933 statt.
| Pl. | Staffel Nord                | Sp. | Tore    | Punkte | Pl. | Staffel Süd         | Sp. | Tore    | Punkte |
| --- | --------------------------- | --- | ------- | ------ | --- | ------------------- | --- | ------- | ------ |
| 01. | MSV Hindenburg Minden       | 14  | 157:055 | 28:0   | 01. | DSC Hagen           | 14  | 091:055 | 23:05  |
| 02. | Arminia Bielefeld           | 14  | 100:080 | 18:10  | 02. | FC Schalke 04       | 14  | 137:077 | 22:06  |
| 03. | Polizei SV Münster          | 14  | 100:095 | 17:11  | 03. | VfL Hagen 1863      | 14  | 097:085 | 18:10  |
| 04. | Preußen Paderborn           | 14  | 090:098 | 15:13  | 04. | Polizei SV Dortmund | 14  | 103:088 | 17:11  |
| 05. | TV Deutsche Eiche Künsebeck | 14  | 090:104 | 11:17  | 05. | TuS Hagen-Eilpe     | 14  | 073:068 | 15:13  |
| 06. | VfL Münster                 | 13  | 073:092 | 09:17  | 06. | TC Wanne-Eickel     | 14  | 046:090 | 08:20  |
| 07. | TV Jahn Minden              | 14  | 087:113 | 09:19  | 07. | Westfalia Welper    | 14  | 056:094 | 06:22  |
| 08. | Viktoria Recklinghausen     | 13  | 069:129 | 03:23  | 08. | TV Weidenau         | 14  | 046:092 | 03:25  |

Ob die fehlende Partie VfL Münster - Viktoria Recklinghausen in der Staffel Nord noch ausgetragen wurde, ist nicht bekannt.

#### Entscheidungsspiele um die Gaumeisterschaft
| Datum         |                       | Ergebnis |                       |
| ------------- | --------------------- | -------- | --------------------- |
| 18. März 1934 | DSC Hagen             | 5:7      | MSV Hindenburg Minden |
| 25. März 1934 | MSV Hindenburg Minden | 9:5      | DSC Hagen             |
| Gesamt:       | DSC Hagen             | 10:16    | MSV Hindenburg Minden |

#### Aufstiegsrunde zur Gauliga
Geplant war die Zusammenlegung der beiden Staffeln mit den jeweils vier Erstplatzierten und zwei Aufsteigern, die die Meister der vier Bezirksklassen ausspielen sollten.
| Datum             |                                                   | Ergebnis    | ! Spielort                                                |
| ----------------- | ------------------------------------------------- | ----------- | --------------------------------------------------------- |
| 2. September 1934 | Polizei SV Bielefeld Meister Bezirksklasse Nord 1 | 12:10 n. V. | PSV Recklinghausen Meister Bezirksklasse Nord 2 \|Münster |
| 2. September 1934 | Lüdenscheider TV Meister Bezirksklasse Süd 1      | 8:7         | Hagen 72 Meister Bezirksklasse Süd 2 \|Dortmund           |

In der Woche nach diesen Partien entschied der geschäftsführende Gauvorstand, dass die eigentlich feststehenden Aufsteiger PSV Bielefeld und TV Lüdenscheid zusätzlich gegen die jeweiligen Fünften der beiden Gauligastaffeln anzutreten haben.
| Datum              |                      | Ergebnis | ! Spielort                                                   |
| ------------------ | -------------------- | -------- | ------------------------------------------------------------ |
| 16. September 1934 | Polizei SV Bielefeld | 9:5      | TV Deutsche Eiche Künsebeck Fünfter Gauliga Nord \|Bielefeld |
| 16. September 1934 | Lüdenscheider TV     | 4:7      | TuS Hagen-Eilpe Fünfter Gauliga Süd \|Lüdenscheid            |

### 1934/35
| Pl. | Verein                    | Sp. | Tore    | Punkte |
| --- | ------------------------- | --- | ------- | ------ |
| 01. | MSV Hindenburg Minden (M) | 18  | 172:086 | 34:02  |
| 02. | Polizei SV Münster        | 18  | 153:110 | 24:12  |
| 03. | Preußen Paderborn         | 18  | 157:128 | 21:15  |
| 04. | DSC Hagen                 | 18  | 107:096 | 20:16  |
| 05. | FC Schalke 04             | 18  | 174:148 | 18:18  |
| 06. | Polizei SV Dortmund       | 18  | 135:141 | 17:19  |
| 07. | VfL Hagen 1863            | 18  | 120:125 | 15:21  |
| 08. | Arminia Bielefeld         | 18  | 094:128 | 15:21  |
| 09. | TuS Hagen-Eilpe           | 18  | 101:107 | 14:22  |
| 10. | Polizei SV Bielefeld (N)  | 18  | 080:224 | 02:34  |

#### Aufstiegsrunde zur Gauliga
| Pl. | Verein                | Sp. | Tore  | Punkte |
| --- | --------------------- | --- | ----- | ------ |
| 01. | TV Eintracht Dortmund | 3   | 25:13 | 5:1    |
| 02. | Grün-Weiß Bielefeld   | 3   | 35:26 | 4:2    |
| 03. | SC Münster 08         | 3   | 19:26 | 2:4    |
| 04. | TuS Jahn Werdohl      | 3   | 15:29 | 1:5    |

### 1935/36
| Pl. | Verein                    | Sp. | Tore    | Punkte |
| --- | ------------------------- | --- | ------- | ------ |
| 01. | MSV Hindenburg Minden (M) | 16  | 202:068 | 31:01  |
| 02. | TV Eintracht Dortmund (N) | 16  | 140:082 | 27:05  |
| 03. | Deutscher SC Hagen        | 16  | 102:094 | 20:12  |
| 04. | FC Schalke 04             | 16  | 130:133 | 15:17  |
| 05. | Preußen Paderborn         | 16  | 117:121 | 14:18  |
| 06. | MSV Münster               | 16  | 121:145 | 12:20  |
| 07. | Arminia Bielefeld         | 16  | 076:126 | 10:22  |
| 08. | Grün-Weiß Bielefeld (N)   | 16  | 083:143 | 09:23  |
| 09. | VfL Hagen 1863            | 16  | 086:145 | 06:26  |
| 10. | MSV Dortmund              | 0   | 000:000 | 00:0   |

Der MSV Dortmund zog seine Mannschaft nach zwei Spielen aus der Liga zurück. Die Spiele wurden aus der Wertung genommen. Preußen Paderborn zog seine Mannschaft nach der Saison zurück.

#### Aufstiegsrunde zur Gauliga
| Pl. | Verein                    | Sp. | Tore    | Punkte |
| --- | ------------------------- | --- | ------- | ------ |
| 01. | TV Spenge                 | 11  | 125:072 | 19:03  |
| 02. | TuS Jahn Werdohl          | 12  | 083:084 | 15:09  |
| 03. | Westfalia Somborn         | 11  | 101:094 | 12:10  |
| 04. | SSV Westfalia Ahlen       | 11  | 086:092 | 09:13  |
| 05. | Reichsbahn Recklinghausen | 11  | 095:103 | 09:13  |
| 06. | Post SV Hagen             | 11  | 104:098 | 08:14  |
| 07. | Gadderbaumer TV           | 11  | 065:116 | 06:16  |

Die drei letzten Spiele wurden wegen fehlender Relevanz nicht mehr ausgetragen.

#### Relegationsspiel
| Datum             |                                              | Ergebnis | ! Spielort                                  |
| ----------------- | -------------------------------------------- | -------- | ------------------------------------------- |
| 6. September 1936 | Westfalia Somborn Dritter der Aufstiegsrunde | 8:5      | VfL Hagen 1863 Neunter der Gauliga \|Witten |

### 1936/37
| Pl. | Verein                    | Sp. | Tore    | Punkte |
| --- | ------------------------- | --- | ------- | ------ |
| 01. | MSV Hindenburg Minden (M) | 18  | 180:086 | 32:04  |
| 02. | TV Eintracht Dortmund     | 18  | 122:083 | 24:12  |
| 03. | Deutscher SC Hagen        | 18  | 146:114 | 22:14  |
| 04. | TV Spenge (N)             | 18  | 127:142 | 20:16  |
| 05. | FC Schalke 04             | 18  | 143:141 | 18:18  |
| 06. | Westfalia Somborn (N)     | 18  | 130:132 | 18:18  |
| 07. | Arminia Bielefeld         | 18  | 093:124 | 16:20  |
| 08. | MSV Münster               | 18  | 101:123 | 15:21  |
| 09. | TuS Jahn Werdohl (N)      | 18  | 094:115 | 13:23  |
| 10. | Grün-Weiß Bielefeld       | 18  | 069:145 | 02:34  |

#### Aufstiegsrunde zur Gauliga
| Pl. | Verein                  | Sp. | Tore  | Punkte |
| --- | ----------------------- | --- | ----- | ------ |
| 01. | Sportring Gevelsberg    | 5   | 49:27 | 8:2    |
| 2.  | TuS Holsterhausen 1928  | 4   | 28:22 | 6:2    |
| 3.  | TV Einigkeit Jöllenbeck | 5   | 29:30 | 5:5    |
| 4.  | SSV Westfalia Ahlen     | 5   | 41:44 | 5:5    |
| 5.  | MSV Rheine              | 5   | 39:47 | 4:6    |
| 6.  | VfB 03 Bielefeld        | 4   | 26:42 | 0:8    |

Das letzte Spiel TuS Holsterhausen 1928 - VfB 03 Bielefeld wurde wegen fehlender Relevanz nicht mehr ausgetragen.

### 1937/38
| Pl. | Verein                     | Sp. | Tore    | Punkte |
| --- | -------------------------- | --- | ------- | ------ |
| 01. | MSV Hindenburg Minden (M)  | 18  | 189:082 | 30:06  |
| 02. | TV Eintracht Dortmund      | 18  | 132:063 | 30:06  |
| 03. | Sportring Gevelsberg (N)   | 18  | 171:118 | 24:12  |
| 04. | TuS Holsterhausen 1928 (N) | 18  | 118:134 | 18:18  |
| 05. | MSV Münster                | 18  | 121:139 | 18:18  |
| 06. | TV Spenge                  | 18  | 131:130 | 16:20  |
| 07. | FC Schalke 04              | 18  | 120:154 | 14:22  |
| 08. | Westfalia Somborn          | 18  | 121:184 | 14:22  |
| 09. | Deutscher SC Hagen         | 18  | 109:133 | 13:23  |
| 10. | Arminia Bielefeld          | 18  | 066:141 | 03:33  |

#### Entscheidungsspiel um die Gaumeisterschaft
| Datum         |                       | Ergebnis | ! Spielort                        |
| ------------- | --------------------- | -------- | --------------------------------- |
| 27. März 1938 | MSV Hindenburg Minden | 8:3      | TV Eintracht Dortmund \|Bielefeld |

#### Aufstiegsrunde zur Gauliga
| Pl. | Verein                    | Sp. | Tore  | Punkte |
| --- | ------------------------- | --- | ----- | ------ |
| 01. | BSG Hüttenverein Dortmund | 6   | 63:39 | 10:2   |
| 02. | TV Einigkeit Jöllenbeck   | 6   | 49:48 | 06:6   |
| 03. | TV Weidenau               | 6   | 45:44 | 06:6   |
| 04. | Reichsbahn Recklinghausen | 6   | 31:57 | 02:8   |

Da das Torverhältnis zwischen Jöllenbeck und Weidenau nicht relevant war, wurde ein Entscheidungsspiel nötig.
| Datum           |                         | Ergebnis | ! Spielort          |
| --------------- | ----------------------- | -------- | ------------------- |
| 21. August 1938 | TV Einigkeit Jöllenbeck | 15:9     | TV Weidenau \|Hagen |

### 1938/39
| Pl. | Verein                        | Sp. | Tore    | Punkte |
| --- | ----------------------------- | --- | ------- | ------ |
| 01. | MSV Hindenburg Minden (M)     | 16  | 187:097 | 28:04  |
| 02. | TV Eintracht Dortmund         | 16  | 148:101 | 24:08  |
| 03. | Sportring Gevelsberg          | 16  | 150:111 | 21:11  |
| 04. | BSG Hüttenverein Dortmund (N) | 16  | 126:101 | 21:11  |
| 05. | TV Einigkeit Jöllenbeck (N)   | 16  | 096:151 | 13:19  |
| 06. | TuS Holsterhausen 1928        | 16  | 094:109 | 13:19  |
| 07. | TV Spenge                     | 16  | 116:135 | 12:20  |
| 08. | FC Schalke 04                 | 16  | 104:126 | 11:21  |
| 09. | Westfalia Somborn             | 16  | 071:161 | 01:31  |
| 10. | MSV Münster                   |     |         |        |

Der MSV Münster konnte wegen "dienstlich begründeter Ruhepause" nicht am regulären Spielbetrieb teilnehmen. Er bestritt sogenannte "Pflichtfreundschaftsspiele" gegen die anderen Gauligisten, die aber nicht für die Tabelle gewertet wurden. Zum Ende der Saison stieg der Tabellenneunte ab, der Tabellenachte musste in zwei Relegationsspielen gegen Münster um den Klassenverbleib antreten.
Relegationsspiele um den Klassenverbleib:
am   1. Mai 1939 in Schalke: FC Schalke 04 - MSV Münster 2:5
am 14. Mai 1939 in Münster: MSV Münster - FC Schalke 04 9:3

#### Aufstiegsrunde zur Gauliga
| Pl. | Gruppe Ost            | Sp. | Tore  | Punkte | Pl. | Gruppe Süd                  | Sp. | Tore  | Punkte |
| --- | --------------------- | --- | ----- | ------ | --- | --------------------------- | --- | ----- | ------ |
| 1.  | Bielefelder SpVgg     | 6   | 63:42 | 11:01  | 1.  | MSV Hamm                    | 7   | 59:29 | 12: 2  |
| 2.  | TV Friesen Milse      | 6   | 62:63 | 07:05  | 2.  | TV Weidenau                 | 8   | 60:53 | 09: 7  |
| 3.  | Schwarz-Weiß Grastrup | 6   | 51:65 | 04:08  | 3.  | PSV Recklinghausen          | 7   | 55:53 | 08: 6  |
| 4.  | MSV Rheine            | 6   | 51:57 | 02:10  | 4.  | TV Hagen-Delstern           | 8   | 72:84 | 06:10  |
|     |                       |     |       |        | 5.  | BSG Henrichshütte Hattingen | 8   | 47:74 | 03:13  |

Das letzte Spiel Hamm - Recklinghausen wurde wegen fehlender Relevanz nicht mehr ausgetragen.

### 1939/40
Aus verkehrstechnischen Gründen wurde die Gauliga kriegsbedingt wieder in zwei Staffeln geteilt. Durch den Kriegsausbruch konnte der Militärische SV Hamm seinen Platz in der Gauliga nicht wahrnehmen, da sämtliche Spieler im Kriegseinsatz waren. Der TV Weidenau verzichtete auf den Aufstieg, somit rückte der PSV Recklinghausen nach. Um eine spielfähige Staffel Nord einrichten zu können, "beorderte" der Gauvorstand die Teams aus Altenhagen, Künsebeck und des VfB Bielefeld in die erste Liga.
| Pl. | Staffel Nord                    | Sp. | Tore    | Punkte | Pl. | Staffel Süd               | Sp. | Tore    | Punkte |
| --- | ------------------------------- | --- | ------- | ------ | --- | ------------------------- | --- | ------- | ------ |
| 01. | TV Einigkeit Jöllenbeck         | 8   | 099:034 | 14:02  | 01. | PSV Recklinghausen (N)    | 10  | 067:043 | 15:05  |
| 02. | TV Altenhagen 03 (N)            | 8   | 042:054 | 11:05  | 02. | TV Eintracht Dortmund     | 10  | 049:032 | 15:05  |
| 03. | TV Deutsche Eiche Künsebeck (N) | 8   | 057:068 | 07:09  | 03. | BSG Hüttenverein Dortmund | 10  | 040:041 | 10:10  |
| 04. | Bielefelder SpVgg (N)           | 8   | 033:050 | 06:10  | 04. | Sportring Gevelsberg      | 10  | 043:046 | 09:11  |
| 05. | Grün-Weiß Bielefeld             | 8   | 038:063 | 02:14  | 05. | TuS Holsterhausen 1928    | 10  | 040:058 | 06:14  |
| 06. | VfB 03 Bielefeld (N)            |     |         |        | 06. | Borussia Dortmund (N)     | 10  | 037:056 | 05:15  |

VfB Bielefeld zog seine Mannschaft Ende Februar aufgrund Spielermangel zurück. Die sieben ausgetragenen Partien wurden nicht gewertet.

#### Entscheidungsspiel um die Meisterschaft in der Staffel Süd
| Datum        |                    | Ergebnis | ! Spielort                            |
| ------------ | ------------------ | -------- | ------------------------------------- |
| 3. März 1940 | PSV Recklinghausen | 5:4      | TV Eintracht Dortmund \|Holsterhausen |

#### Entscheidungsspiel um die Gaumeisterschaft
| Datum         |                    | Ergebnis | ! Spielort                               |
| ------------- | ------------------ | -------- | ---------------------------------------- |
| 24. März 1940 | PSV Recklinghausen | 9:6      | TV Einigkeit Jöllenbeck \|Recklinghausen |

#### Aufstieg zur Gauliga, Staffel Nord
Es sind keine Spieldaten bekannt. Aufsteiger war der LSV Gütersloh.

#### Aufstieg zur Gauliga, Staffel Süd
Alle Spiele fanden am 8. September 1940 in Witten statt. Gespielt wurde im K.-o.-System.
|                             | Ergebnis |               |
| --------------------------- | -------- | ------------- |
| BSG Henrichshütte Hattingen | 9:7      | TV Jahn Annen |
| Reichsbahn Recklinghausen   | 7:6      | SC Lünen 19   |

|                                                   | Ergebnis |                                                 |
| ------------------------------------------------- | -------- | ----------------------------------------------- |
| SC Lünen 19 Verlierer Halbfinale 1                | 10:5     | TV Jahn Annen Verlierer Halbfinale 2            |
| BSG Henrichshütte Hattingen Gewinner Halbfinale 1 | 16:6     | Reichsbahn Recklinghausen Gewinner Halbfinale 2 |

### 1940/41
In der Saison 1939/40 konnte der Titelverteidiger Militär SV Hindenburg Minden nicht am Spielbetrieb teilnehmen, da sämtliche Spieler als Soldaten im Kriegseinsatz waren. Nachdem im Oktober 1940 wieder genügend Spieler zur Verfügung standen, meldete der Verein seine Mannschaft nachträglich zur Spielzeit 1940/41 an.
| Pl. | Staffel Nord                | Sp. | Tore    | Punkte | Pl. | Staffel Süd                     | Sp. | Tore    | Punkte |  |
| --- | --------------------------- | --- | ------- | ------ | --- | ------------------------------- | --- | ------- | ------ |  |
| 01. | MSV Hindenburg Minden (N)   | 12  | 144:019 | 24:0   | 01. | TV Eintracht Dortmund           | 10  | 071:039 | 16:04  |  |
| 02. | LSV Gütersloh (N)           | 12  | 080:090 | 14:10  | 02. | Sportring Gevelsberg            | 10  | 069:049 | 12:08  |  |
| 03. | TV Einigkeit Jöllenbeck     | 12  | 065:065 | 10:14  | 03. | BSG Hüttenverein Dortmund       | 10  | 064:061 | 10:10  |  |
| 04. | Bielefelder SpVgg           | 11  | 063:066 | 10:12  | 04. | PSV Recklinghausen (M)          | 10  | 056:074 | 10:10  |  |
| 05. | TV Deutsche Eiche Künsebeck | 11  | 056:084 | 09:13  | 05. | BSG Henrichshütte Hattingen (N) | 10  | 056:064 | 08:12  |  |
| 06. | Grün-Weiß Bielefeld         | 12  | 071:106 | 09:15  | 06. | TuS Holsterhausen 1928          | 10  | 055:085 | 04:16  |  |
| 07. | TV Altenhagen 03            | 12  | 070:122 | 06:18  |     |                                 |     |         |        |  |

Ob die fehlende Begegnung Bielefelder SpVgg - TV Deutsche Eiche Künsebeck noch ausgetragen wurde, ist nicht bekannt.

#### Entscheidungsspiele um die Gaumeisterschaft
| Datum         |                       | Ergebnis |                       |
| ------------- | --------------------- | -------- | --------------------- |
| 16. März 1941 | MSV Hindenburg Minden | 17:8     | TV Eintracht Dortmund |
| 23. März 1941 | TV Eintracht Dortmund | 8:11     | MSV Hindenburg Minden |
| Gesamt:       | MSV Hindenburg Minden | 28:16    | TV Eintracht Dortmund |

#### Aufstiegsrunde zur Gauliga, Staffel Nord
Es sind keine Spieldaten bekannt.

#### Aufstiegsrunde zur Gauliga, Staffel Süd
| Pl. | Verein                    | Sp. | Tore  | Punkte |
| --- | ------------------------- | --- | ----- | ------ |
| 1.  | Reichsbahn Recklinghausen | 5   | 48:25 | 10:0   |
| 2.  | BSG Bochumer Verein       | 5   | 45:27 | 08:02  |
| 3.  | TuS Hagen-Eilpe           | 5   | 38:30 | 06:04  |
| 4.  | Borussia Dortmund         | 5   | 25:35 | 04:06  |
| 5.  | TuS Jahn Werdohl          | 5   | 23:37 | 02:08  |
| 6.  | Reichsbahn Hamm           | 5   | 29:54 | 00:10  |

### 1941/42
| Pl. | Staffel Nord                | Sp. | Tore    | Punkte | Pl. | Staffel Süd                   | Sp. | Tore    | Punkte |
| --- | --------------------------- | --- | ------- | ------ | --- | ----------------------------- | --- | ------- | ------ |
| 01. | MSV Hindenburg Minden (M)   | 10  | 134:046 | 18:02  | 01. | Sportring Gevelsberg          | 13  | 147:062 | 25:01  |
| 02. | LSV Gütersloh               | 10  | 096:066 | 18:02  | 02. | PSV Recklinghausen            | 14  | 132:078 | 22:06  |
| 03. | MSV Lemgo (N)               | 10  | 082:085 | 09:11  | 03. | Reichsbahn Recklinghausen (N) | 14  | 092:081 | 15:13  |
| 04. | MSV Herford (N)             | 10  | 055:096 | 09:11  | 04. | TV Eintracht Dortmund         | 14  | 083:085 | 15:13  |
| 05. | Bielefelder SpVgg           | 10  | 056:084 | 06:14  | 05. | BSG Henrichshütte Hattingen   | 14  | 077:124 | 09:19  |
| 06. | TV Deutsche Eiche Künsebeck | 10  | ?       | 00:20  | 06. | BSG Hüttenverein Dortmund     | 12  | 052:060 | 08:16  |
|     |                             |     |         |        | 07. | TuS Hagen-Eilpe (N)           | 13  | 069:111 | 06:20  |
|     |                             |     |         |        | 08. | BSG Bochumer Verein (N)       | 14  | 066:117 | 06:22  |

Ob BSG Hüttenverein Dortmund die beiden fehlenden Begegnungen gegen Gevelsberg und Hagen-Eilpe noch ausgetragen hat, ist nicht bekannt.

#### Entscheidungsspiel in Staffel Nord um Platz 1
| Datum             |                       | Ergebnis | ! Spielort                |
| ----------------- | --------------------- | -------- | ------------------------- |
| 14. Dezember 1941 | MSV Hindenburg Minden | 11:6     | LSV Gütersloh \|Bielefeld |

#### Entscheidungsspiele um die Gaumeisterschaft
Da sowohl Minden als auch Gevelsberg je ein Spiel gewonnen haben und weder die Gesamtzahl der erzielten Tore bzw. die Anzahl der Auswärtstore relevant waren, wurde ein Entscheidungsspiel nötig.
| Datum                         |                       | Ergebnis |                       |
| ----------------------------- | --------------------- | -------- | --------------------- |
| 15. März 1942                 | MSV Hindenburg Minden | 11:3     | Sportring Gevelsberg  |
| 22. März 1942                 | Sportring Gevelsberg  | 7:4      | MSV Hindenburg Minden |
| Gesamt:                       | MSV Hindenburg Minden | 15:10    | Sportring Gevelsberg  |
| Entscheidungsspiel (in Hamm): |                       |          |                       |
| 12. April 1942                | MSV Hindenburg Minden | 6:5      | Sportring Gevelsberg  |

#### Aufstiegsrunde zur Gauliga, Staffel Nord
Es sind keine Spieldaten bekannt.
Aufstiegsrunde zur Gauliga, Staffel Süd
| Pl. | Verein                 | Sp. | Tore  | Punkte |
| --- | ---------------------- | --- | ----- | ------ |
| 1.  | TuS Holsterhausen 1928 | 4   | 57:28 | 6:02   |
| 2.  | Reichsbahn Witten      | 4   | 51:28 | 6:02   |
| 3.  | Westfalia Somborn      | 4   | 36:34 | 4:04   |
| 4.  | LSV Dorsten            | 4   | 20:30 | 4:04   |
| 5.  | Lüdenscheid 08         | 4   | 20:64 | 0:08   |

### 1942/43
| Pl. | Staffel Nord              | Sp. | Tore    | Punkte | Pl. | Staffel Süd                 | Sp. | Tore    | Punkte |
| --- | ------------------------- | --- | ------- | ------ | --- | --------------------------- | --- | ------- | ------ |
| 01. | MSV Hindenburg Minden (M) | 8   | 113:036 | 15:01  | 01. | PSV Recklinghausen          | 12  | 107:050 | 24:0   |
| 02. | Bielefelder SpVgg         | 8   | 067:073 | 11:05  | 02. | TV Eintracht Dortmund       | 11  | 075:058 | 12:10  |
| 03. | LSV Gütersloh             | 8   | 075:062 | 07:09  | 03. | Reichsbahn Recklinghausen   | 12  | 079:075 | 12:12  |
| 04. | MSV Lemgo                 | 8   | 059:065 | 06:10  | 04. | TuS Holsterhausen 1928 (N)  | 11  | 066:070 | 10:12  |
| 05. | TV Altenhagen 03 (N)      | 8   | 032:110 | 01:15  | 05. | Sportring Gevelsberg        | 12  | 067:065 | 10:14  |
|     |                           |     |         |        | 06. | Reichsbahn Witten (N)       | 12  | 059:088 | 10:14  |
|     |                           |     |         |        | 07. | BSG Henrichshütte Hattingen | 12  | 038:083 | 04:20  |

Ob die fehlende Begegnung der Staffel Süd TuS Holsterhausen - Eintracht Dortmund noch ausgetragen wurden, ist nicht bekannt.

#### Entscheidungsspiele um die Gaumeisterschaft
Gespielt wurde am 7. März 1943 in Recklinghausen und am 28. März 1943 in Minden.
|                    | Gesamt |                       | Hinspiel | Rückspiel |
| ------------------ | ------ | --------------------- | -------- | --------- |
| PSV Recklinghausen | 11:7   | MSV Hindenburg Minden | 8:6      | 3:1       |

### 1943/44
| Pl. | Staffel Nord    | Sp. | Tore  | Punkte | Pl. | Staffel Süd               | Sp. | Tore | Punkte |
| --- | --------------- | --- | ----- | ------ | --- | ------------------------- | --- | ---- | ------ |
| 01. | LSV Gütersloh   | 6   | 45:29 | 8:4    | 01. | PSV Recklinghausen (M)    | 12  | ?    | 22:02  |
| 02. | LSV Detmold     | 6   | 38:36 | 7:5    | 02. | Sportring Gevelsberg      | 09  | ?    | 12:06  |
| 03. | Reichsbahn Hamm | 5   | 41:42 | 5:5    | 03. | Reichsbahn Recklinghausen | 10  | ?    | 12:08  |
| 04. | WSG Bielefeld   | 5   | 25:42 | 2:8    | 04. | ATV Dorstfeld (N)         | 12  | ?    | 09:15  |
|     | KSG Ahlen       | 0   | 00:0  | 0:0    | 05. | TV Eintracht Dortmund     | 09  | ?    | 07:11  |
|     |                 |     |       |        | 06. | TC Wanne-Eickel (N)       | 11  | ?    | 06:16  |
|     |                 |     |       |        | 07. | Reichsbahn Witten         | 09  | ?    | 04:14  |

In der Staffel Nord zog die KSG Ahlen ihre Mannschaft nach vier Spielen (ohne Wertung) zurück, dafür wurde die neugegründete WSG Bielefeld aufgenommen. Ob die fehlende Begegnung Reichsbahn Hamm - WSG Bielefeld und die sechs fehlenden Begegnungen der Staffel Süd noch ausgetragen wurden, ist nicht bekannt.

#### Entscheidungsspiele um die Gaumeisterschaft
Da beide Mannschaften jeweils ein Spiel gewannen und die Anzahl der erzielten Tore bzw. die Anzahl der Auswärtstore nicht relevant waren, wurde ein Entscheidungsspiel nötig.
| Datum                       |                    | Ergebnis |                    |
| --------------------------- | ------------------ | -------- | ------------------ |
| 12. März 1944               | PSV Recklinghausen | 15:6     | LSV Gütersloh      |
| 26. März 1944               | LSV Gütersloh      | 6:5      | PSV Recklinghausen |
| Gesamt:                     | PSV Recklinghausen | 20:12    | LSV Gütersloh      |
| Entscheidungsspiel in Hagen |                    |          |                    |
| 2. April 1944               | PSV Recklinghausen | 7:4      | LSV Gütersloh      |

Aufstiegsrunde zur Gauliga, Staffel Süd
| Pl. | Verein         | Sp. | Tore  | Punkte |
| --- | -------------- | --- | ----- | ------ |
| 1.  | KSG Hagen      | 4   | 35:19 | 6:02   |
| 2.  | Hansa Huckarde | 4   | 33:19 | 6:02   |
| 3.  | LSV Menden     | 4   | 19:49 | 0:08   |

Entscheidungsspiel um den Gauliga-Aufstieg
30. Juli 1944 in Bochum:
Hansa Huckarde - KSG Hagen 7:4
Gaufachwart Daume erklärte allerdings unmittelbar nach dem Spiel, dass beide Mannschaften aufsteigen.

#### Aufstiegsrunde zur Gauliga, Staffel Nord
Es sind keine Spieldaten bekannt.

### 1944/45
Kriegsbedingt wurden nur noch fünf Spiele ausgetragen. Dorstfeld erhielt trotz Niederlage gegen Eintracht Dortmund die Punkte gutgeschrieben
| Pl. | Staffel Nord                    | Sp. | Tore  | Punkte | Pl. | Staffel Süd               | Sp. | Tore  | Punkte |
| --- | ------------------------------- | --- | ----- | ------ | --- | ------------------------- | --- | ----- | ------ |
| 01. | Reichsbahn Hamm                 | 1   | 17:12 | 2:0    | 01. | KSG Hagen (N)             | 2   | 18:12 | 4:0    |
| 02. | WSG Bielefeld                   | 0   | 00:0  | 0:0    | 02. | ATV Dorstfeld             | 1   | 00:0  | 2:0    |
| 03. | Sportfreunde Rot-Weiß Paderborn | 0   | 00:0  | 0:0    | 03. | TV Eintracht Dortmund     | 2   | 09:05 | 2:02   |
| 04. | SF Rheine-Gellendorf            | 0   | 00:0  | 0:0    | 04. | TC Wanne-Eickel           | 0   | 00:0  | 0:0    |
| 05. | MSV Hamm-Heessen                | 1   | 12:17 | 0:02   | 05. | Sportring Gevelsberg      | 1   | 06:08 | 0:02   |
|     |                                 |     |       |        | 06. | Reichsbahn Recklinghausen | 1   | 06:10 | 0:02   |
|     |                                 |     |       |        | 07. | Hansa Huckarde (N)        | 1   | 05:09 | 0:02   |

Im November wird die Staffel Süd kriegsbedingt unter Hinzunahme der noch aktiven Kreisklassenvereine in drei weitere Untergruppen aufgeteilt:
- Staffel Dortmund mit TV Eintracht Dortmund, ATV Dorstfeld, KSG Dortmund-Süd, Eintracht Brambauer, Hansa Huckarde
- Staffel Mark mit Eintracht Jahn Gevelsberg, KSG Hagen, Sportring Gevelsberg, TV Silschede
- Staffel Emscher-Lippe mit TuS Holsterhausen, Reichsbahn Recklinghausen, KSG Herne, TC Wanne-Eickel, SV Zweckel

In der Staffel Dortmund konnte die Begegnung Eintracht Dortmund - ATV Dorstfeld (10:9) ermittelt werden, ebenso in der Staffel Mark die Partie KSG Hagen - Eintracht Jahn Gevelsberg (11:5). Weitere Spiele sind nicht bekannt.